# Народний артист України
Наро́дний арти́ст Украї́ни — державна нагорода України — почесне звання України, яке надається Президентом України відповідно до Закону України «Про державні нагороди України».
Згідно з Положенням про почесні звання України від 29 червня 2001 року, це звання присвоюється:
|  | режисерам, артистам театрів, кіно, естради, цирку, професійних ансамблів та хорових колективів, диригентам оркестрів, композиторам, музикантам, дикторам телебачення і радіомовлення за видатну виконавську майстерність, створення високохудожніх образів, вистав, кінофільмів, що здобули міжнародне визнання, за особливі заслуги в розвитку вітчизняної культурно-мистецької спадщини |

Почесні звання відповідно до Положення присвоюються лише за життя. Але 21 лютого 2020 року Верховна Рада України підтримала депутатський запит до Президента України щодо увіковічення пам'яті співака Андрія Кузьменка, який загинув 2 лютого 2015 року в ДТП, шляхом присвоєння почесного звання «Народний артист України», а також інших видатних діячів України, які за життя не були удостоєні такої державної нагороди, через внесення змін до Указу Президента України «Про почесні звання України», що дозволить надавати почесні звання посмертно.

## Порядок надання
Згідно з Законом про державні нагороди України, почесне звання «Народний артист України» може надаватися, як правило, не раніше ніж через десять років після надання почесного звання «Заслужений артист України».
Особи, яких представляють до присвоєння почесного звання «Народний артист України», повинні мати вищу освіту на рівні спеціаліста або магістра.
Згідно з Наказом міністерства освіти і науки, молоді та спорту від 29.11.2011 звання народного артиста прирівнюється до вченого звання професора, що враховується при розрахунку частки науково-педагогічних працівників з науковими ступенями та вченими званнями, які забезпечують викладання лекційних годин дисциплін навчального плану за напрямами підготовки та спеціальностями галузей знань 0202 «Мистецтво».

## Народний артист УРСР
Історичним попередником звання народного артиста України було звання Народного артиста УРСР. Це звання було введено в Кодексі законів про народну освіту УСРР, затвердженим ВУЦВК 22.XI.1922 року (до 1937 — народний артист УСРР) одночасно зі званнями заслужений артист УСРР, заслужений художник УСРР, та народний художник УСРР. Аналогічні звання були встановлені й в інших республіках Радянського Союзу. Поновлено присудження звань 26 вересня 1944 року.

## Критика
Починаючи з 2005 року система почесних звань і особливо в галузі культури зазнає критики. Так, ще 2005 року Олег Скрипка відмовився від звання заслуженого артиста, мотивуючи відмову так:
|  | Я би відмінив всі ці звання антинародних артистів, які на 50 відсотків куплялися за гроші. Сьогодні ті достойні люди, які мають це звання, опинилися поряд з іншими людьми, які просто купили його за гроші, чи за якісь там концерти, чи за якісь там коврішки та бонуси. Це просто дискредитує звання такого артиста |

Журналіст Дмитро Лиховій у 2005 році так описував ситуацію зі званнями народного і заслуженого артистів:
|  | Після того, як Кучма стаханівськими темпами повідзначав таким чином усіх «восходящіх звьозд», починаючи від поп-бомби Ірини Білик (1996) та абсолютно безголосої Анжели Вербицької (1997), і закінчуючи апогеєм маразму — присвоєнням співачці-януковичевій активістці Могилі (Могилевській) Наталії Олексіївні «за вагомий особистий внесок у розвиток українського пісенного мистецтва» звання «народний артист України» — ці самі регалії втратили будь-яку значимість |

Активіст Дмитро Сінченко описує ситуацію станом на 2014 рік:
|  | Чому Бурмака має звання лише заслуженого, а Бучинська — народного? Чим «заслужений» Вакарчук гірший за «народну» Ані Лорак? Чим легендарний Вертинський гірший за якогось «народного» Свинарчука? Аналізуючи ці списки, стає зрозуміло, що «народно-заслужені» звання надаються або за хабарі, або за чиєїсь родинно-дружньої «протекції», або як вияв суб'єктивних вподобань президента, як це сталось, наприклад, у випадку із маловідомим шансоньє Олегом Гаврилюком, нагородженим опальним Януковичем… |

Міністр культури 2014 року Євген Нищук звернув увагу на жанровий аспект проблеми:
|  | Я вважаю, що шоу-бізнесу ці звання взагалі не потрібно давати. Коли, наприклад, пан Гаврилюк отримував за тюремний шансон народного артиста, безперечно, це викликало велике обурення. |

У 2015 році кількох народних артистів було запропоновано позбавити почесних звань через антиукраїнську позицію. Зокрема, на сайті петицій до Президента України було зареєстровано декілька петицій, в яких пропонувалося позбавити звання народного артиста Йосипа Кобзона, Володимира Бортка, Валерія Гергієва, Ігоря Крутого, Іллю Рєзніка, Володимира Данильця і Володимира Моїсеєнка (дуету «Кролики»), Кароліну Куєк (Ані Лорак), Миколу Баскова, Таїсію Повалій.
20 листопада 2024 року було прийнято закон «Про внесення змін до Кримінального кодексу України, Кримінального процесуального кодексу України та інших законодавчих актів України щодо позбавлення державних нагород за популяризацію або пропаганду держави-агресора чи вчинення інших протиправних дій проти України», який дозволив позбавляти державних нагород осіб, засуджених за тяжкий чи особливо тяжкий злочин, кримінальне правопорушення проти основ національної безпеки України, проти миру, безпеки людства та міжнародного правопорядку, а також до яких застосовано санкцію у виді позбавлення державної нагороди України. 22 листопада закон набув чинності, того ж дня було позбавлено звання «Народний артист України» Миколу Баскова, Пилипа Кіркорова, Олександра Малініна, Ігоря Крутого, Кароліну Куєк та Таїсію Повалій.